# ハルキウ州

ハルキウ州
Харківська область

2022年ロシアのウクライナ侵攻におけるロシアによるハルキウ州占領∶
占領されていないウクライナの領土
占領から解放されたウクライナの領土
ロシアの占領地域

ハルキウ州（ハルキウしゅう、ウクライナ語: Харківська область ハールキウスィカ・オーブラスチ）は、ウクライナの州の一つ。州都はハルキウ。なお、ハリコフ州（ロシア語: Харьковская область）という日本語名はソビエト連邦時代の公用語であったロシア語名に沿ったものである。ウクライナ語名では「ハルキウ州」となるが、日本ではロシア語名が用いられることも多く、またウクライナ語名をロシア語読みしたハルキフ州という表記も見られる。ロシアと国境を接し、またロシア人の入植が活発に行われた結果であるとされる。

## 地理
| 母語話者（ハルキウ州） 2001 | 母語話者（ハルキウ州） 2001 | 母語話者（ハルキウ州） 2001 | 母語話者（ハルキウ州） 2001 | 母語話者（ハルキウ州） 2001 |
| --------------------------- | --------------------------- | --------------------------- | --------------------------- | --------------------------- |
|                             |                             |                             |                             |                             |
| ウクライナ語                | ウクライナ語                |                             | 53.8%                       | 53.8%                       |
| ロシア語                    | ロシア語                    |                             | 44.3%                       | 44.3%                       |

ウクライナの北東部に位置しており、北はロシアのベルゴロド州と接している。

## 歴史
- 1941年 - 第一次ハリコフ攻防戦
- 1942年 - 第二次ハリコフ攻防戦
- 1943年 - 第三次ハリコフ攻防戦
- 2010年 - ハリコフ合意
- 2022年
  - 2月24日 - ロシアがウクライナに侵攻。ハルキウ州も戦場となり大部分がロシア軍により占領される。

  - 2月 - ハルキウへのクラスター爆撃 (2022年2月)
  - 3月1日 - ハルキウ州庁舎への爆撃
  - 3月 - ハルキウへのクラスター爆撃 (2022年3月)
  - 4月6日 - 親ロシア派のデモ隊がハリコフ人民共和国の成立を宣言する[1]も機能せず。
  - 4月 - ハルキウへのクラスター爆撃 (2022年4月)
  - 9月 - ウクライナ軍の反転攻勢。ほぼ全域をウクライナが奪還。

## 人口
2001年ウクライナ国勢調査によるデータ。
- 総人口：2,914,200人[2]
- 都市人口：2,288,700人（79%）；農村人口：625,500人（21%）[3]
- 性別人口：男性は1,339,500人（46%）；女性は1,574,700人（54%）[4]

| \| 民族構成[5] \| 民族構成[5] \| 民族構成[5] \| 民族構成[5] \| 民族構成[5] \| \| ------------------ \| ------------------ \| ----------- \| ------------------- \| ------------------- \| \| \| \| \| \| \| \| ウクライナ人 \| ウクライナ人 \| \| 2,048,700人 (70.7%) \| 2,048,700人 (70.7%) \| \| ロシア人 \| ロシア人 \| \| 742,000人 (25.6%) \| 742,000人 (25.6%) \| \| ベラルーシ人 \| ベラルーシ人 \| \| 14,700人 (0.5%) \| 14,700人 (0.5%) \| \| ユダヤ人 \| ユダヤ人 \| \| 11,500人 (0.4%) \| 11,500人 (0.4%) \| \| アルメニア人 \| アルメニア人 \| \| 11,100人 (0.4%) \| 11,100人 (0.4%) \| \| アゼルバイジャン人 \| アゼルバイジャン人 \| \| 5,600人 (0.2%) \| 5,600人 (0.2%) \| \| グルジア人 \| グルジア人 \| \| 4,400人 (0.2%) \| 4,400人 (0.2%) \| |                    |  |                     |                     |
| 民族構成 |                    |  |                     |                     |
| |                    |  |                     |                     |
| ウクライナ人 | ウクライナ人       |  | 2,048,700人 (70.7%) | 2,048,700人 (70.7%) |
| ロシア人 | ロシア人           |  | 742,000人 (25.6%)   | 742,000人 (25.6%)   |
| ベラルーシ人 | ベラルーシ人       |  | 14,700人 (0.5%)     | 14,700人 (0.5%)     |
| ユダヤ人 | ユダヤ人           |  | 11,500人 (0.4%)     | 11,500人 (0.4%)     |
| アルメニア人 | アルメニア人       |  | 11,100人 (0.4%)     | 11,100人 (0.4%)     |
| アゼルバイジャン人 | アゼルバイジャン人 |  | 5,600人 (0.2%)      | 5,600人 (0.2%)      |
| グルジア人 | グルジア人         |  | 4,400人 (0.2%)      | 4,400人 (0.2%)      |